# دی‌ایزوبوتیل‌آلومینیوم هیدرید
دی‌ایزوبوتیل‌آلومینیوم هیدرید (به انگلیسی: Diisobutylaluminium hydride) با فرمول شیمیایی C۱۶H۳۸Al۲ (dimer) یک ترکیب شیمیایی است. که جرم مولی آن ۱۴۲٫۲۲ g/mol می‌باشد. شکل ظاهری این ترکیب، مایع بی‌رنگ است.